# Mine d'Ombilin
La mine d'Ombilin est une mine de charbon indonésienne située près de la ville de Sawahlunto, dans la province de Sumatra occidental.

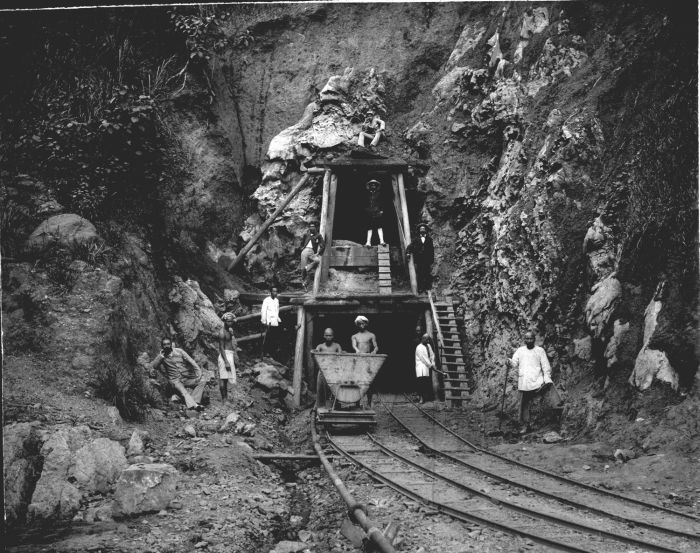
Tunnel d'entrée de la mine d'Ombilin vers 1900
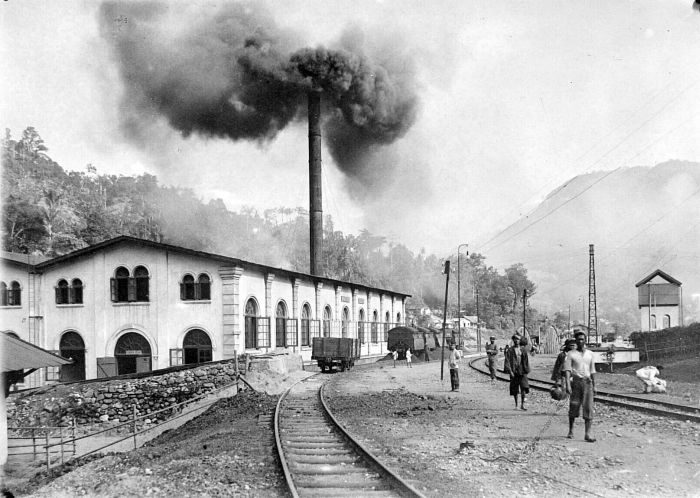

Le patrimoine de la mine de charbon d'Ombilin à Sawahlunto est inscrit sur la liste du patrimoine mondial de l'UNESCO le 6 juillet 2019.